# Agilidad

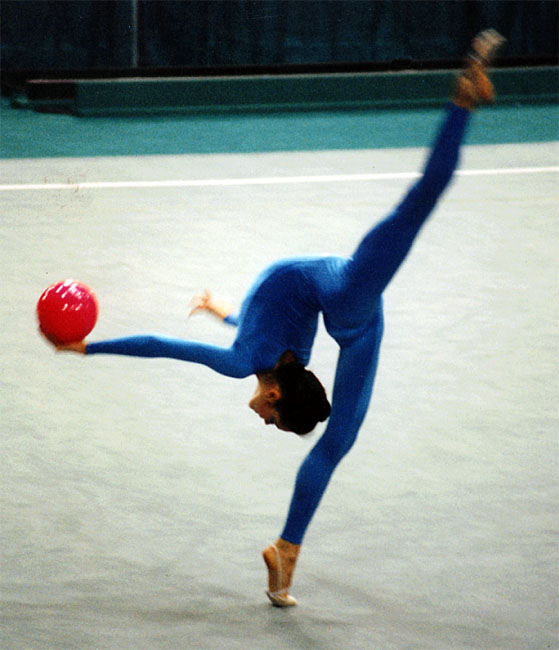
Ejemplo de coordinación, equilibrio y fuerza en gimnasia rítmica.

Entendemos por agilidad como la habilidad de cambiar la posición del cuerpo de manera eficaz. Es una cualidad que se atribuye a una persona mediante la cual obtiene un control total de sus partes del cuerpo, y puede moverlas con rapidez y soltura. Dicha cualidad se le atribuyen a los deportistas en general. Requiere la integración de habilidades referidas a movimientos individuales usando una combinación de equilibrio, coordinación, velocidad, reflejos, fuerza y resistencia.
- Equilibrio, habilidad de mantenerse en movimiento por la realización de acciones coordinadas o por las funciones sensoriales:
- Estático, capacidad de mantener el centro de gravedad por encima del punto de apoyo en una posición estática
- Dinámico, habilidad para mantener el equilibrio cuando el cuerpo está en movimiento
- Coordinación, habilidad de controlar el movimiento del cuerpo en coordinación con las funciones sensoriales
- Velocidad, capacidad de mover todo o parte del cuerpo de forma rápida
- Fuerza, capacidad de un músculo o grupos de músculos de vencer una resistencia
- Flexibilidad, capacidad de doblarse un cuerpo fácilmente y sin que exista peligro de que se rompa.

También se atribuye a animales y no sólo está vinculada al físico, también en el aspecto mental o intelectual, véase agility.

## Iconografía
Suele representarse con una niña con ropa 
con dos alas pequeñitas. Se representa sobre una peña sosteniéndose con las punta del pie y en actitud de lanzarse hacia otra peña.